# Osmia pikei
Osmia pikei är en biart som beskrevs av Cockerell 1907. Osmia pikei ingår i släktet murarbin, och familjen buksamlarbin. Inga underarter finns listade i Catalogue of Life.